# Ludowo-Demokratyczna Republika Etiopii
Ludowo-Demokratyczna Republika Etiopii (amh. የኢትዮጵያ ሕዝባዊ ዲሞክራሲያዊ ሪፐብሊክ) – historyczne państwo we wschodniej Afryce, na terenie obecnej Etiopii i Erytrei, istniejące w latach 1987–1991.
Ludowo-Demokratyczna Republika Etiopii istniała w latach 1987–1991, pod rządami Mengystu Hajle Marjama i Etiopskiej Partii Robotniczej. Marjam doszedł do władzy po odsunięciu od władzy wojskowej junty, Derg, i ustanowił rządy monopartyjne.
Formalnie LDRE powstało 22 lutego 1987 roku, trzy tygodnie po referendum, które zaaprobowało nową konstytucję. Republika ludowa upadła w maju 1991 roku, po ucieczce Marjama i zajęciu stolicy przez Etiopski Ludowo-Rewolucyjny Front Demokratyczny.